# Mylodontoidea
De Mylodontoidea zijn een superfamilie uit de onderorde van de luiaards (Folivora). Tot deze groep behoren de nog levende familie Choloepodidae, waartoe de tweevingerige luiaards (Choloepus) behoren, en de uitgestorven families Mylodontidae en Scelidotheriidae, die een aantal grondluiaards omvatten.

## Indeling
- Superfamilie Mylodontoidea
  - Familie Choloepodidae

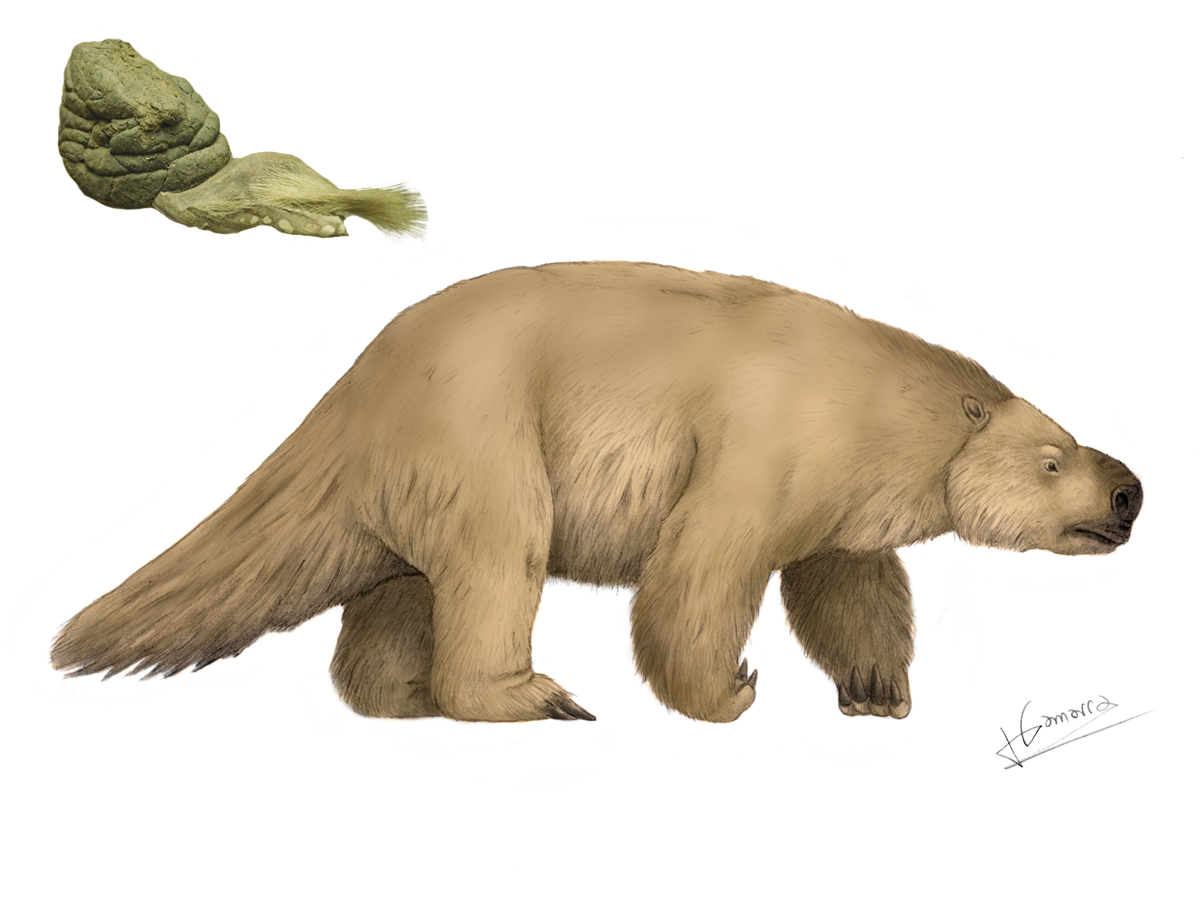
Reconstructie van Mylodon darwini.

    - Choloepus didactylus (Tweevingerige luiaard)
    - Choloepus didactylus (Hoffmannluiaard)

  - Familie Mylodontidae †
  - Familie Scelidotheriidae †